# Maksymilian Gumplowicz (lekkoatleta)
Maksymilian Gumplowicz (ur. 11 lutego 1894 w Wiedniu, zm. w 1942 w Krakowie Płaszowie) – polski lekkoatleta, specjalizujący się w biegach sprinterskich, także piłkarz i sędzia piłkarski.
Był z zawodu technikiem dentystycznym. Występował jako lekkoatleta i piłkarz w Jutrzence Kraków (1925–1927). Od 1930 do 1935 prowadził spotkania ligowe jako sędzia piłkarski. Zginął w masowej egzekucji Żydów w obozie Plaszow w 1942.

## Osiągnięcia
- Mistrzostwa Polski seniorów w lekkoatletyce (2 medale)[3]

- Warszawa 1926

- brązowy medal w biegu na 100 m
- brązowy medal w biegu na 200 m

## Rekordy życiowe
- bieg na 100 metrów

- stadion – 11,1 (4 września 1926, Kraków)

- bieg na 200 metrów

- stadion – 23,6 (14 sierpnia 1926, Warszawa)